# Public Company Accounting Oversight Board

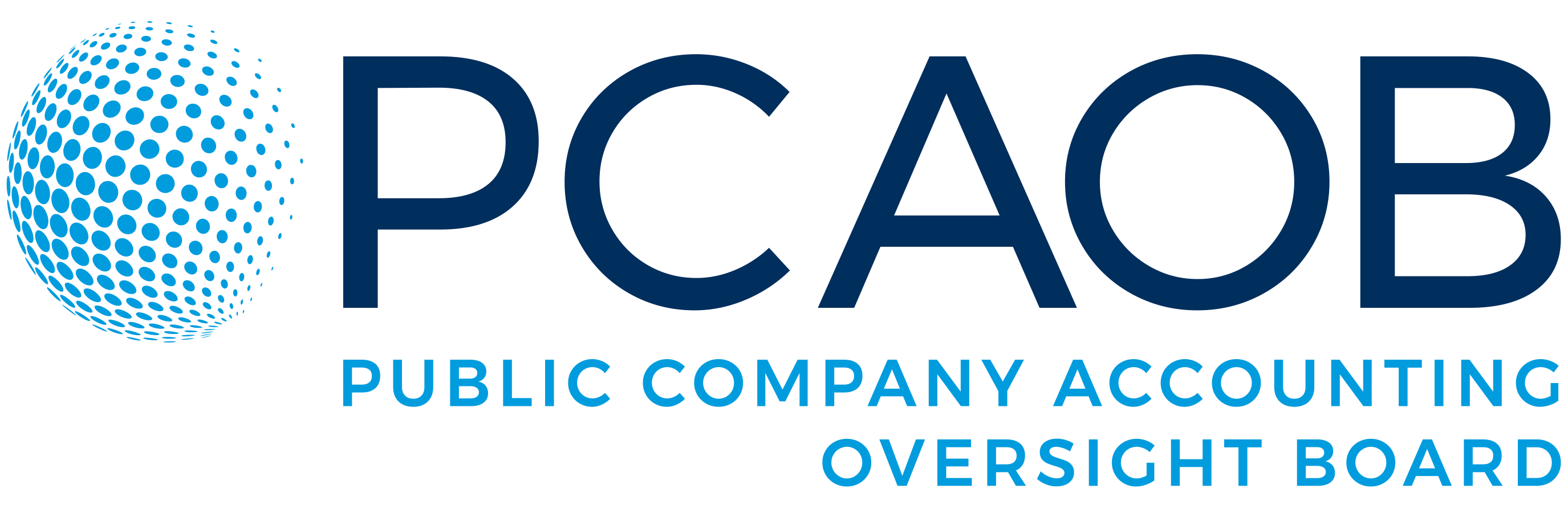
Logo de la PCAOB.

La Public Company Accounting Oversight Board (or PCAOB) est une société créée par la loi américaine Sarbanes-Oxley en 2002 afin de superviser les audits des entreprises cotées.